# Allumoir
 (août 2025).
L’allumoir est un appareil électrique, ancêtre du briquet, qui utilise une pile à bichromate pour porter à incandescence une spirale de platine.